# Mikulásvirág
A mikulásvirág (Euphorbia pulcherrima) napjainkban a karácsony egyik szimbolikus szobanövénye. A '60-as évek elején még olyan magas növésű cserjeként ismerték, amelyet lakásban nehéz levelei és virágai megtartására késztetni. Mai nemesített fajtái viszont már bokrosabb növésűek, dekoratívabbak és ellenállóbbak, ráadásul a modern vegyszerekkel kisebb termetűvé alakíthatóak.
Bőrrel érintkezve, valamint szembe kerülés esetén mérgező hatású.

## Jellemzői

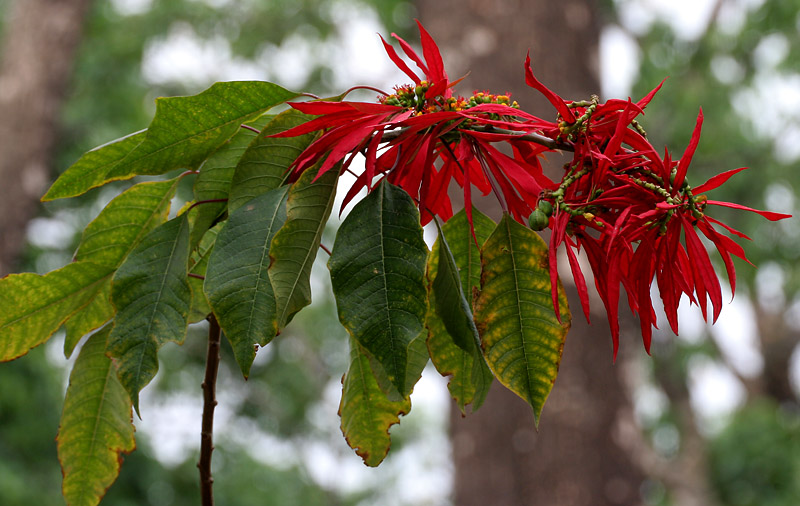
Szabadba ültetve.

Maximum 4 méter magasra növő cserje. Termesztett változatai tömött, kb. 30–45 cm magas növények, formájuk megőrzéséhez évente metszeni kell őket. Virágai (vagyis színes virágzati fellevelei) 2 hónapig tartanak. Legkedveltebb a piros színű, bár fehér és rózsaszín fajtái is kaphatók.  Vásárláskor ügyelni kell arra, hogy a virágzat közepén lévő apró, sárga, igazi virágai még bimbósak legyenek.

## Hőigénye
A virágzási idő alatt a 16–20 C°-ot szereti.

## Fényigénye
Télen maximális fénymennyiséget igényel, nyáron óvni kell a tűző naptól.

## Vízigénye
Átlagos, nyáron kicsit bővebb öntözést igényel. Csak akkor kell locsolni, mikor földje már kezd kissé kiszikkadni.
Várjuk meg, amíg a talaj felső 1/3-a kiszárad. Nem kell aggódni a száraz földje miatt, mert ez a kutyatejfélék családjába tartozó növény elegendő vizet képes raktározni önmagában.
Ne feledjük, a túlöntözés sokkal károsabb számára, mint a "szomjazás". A legmegfelelőbb a lágy esővíz, vagy hólé. Ha ilyen nem áll rendelkezésünkre, akkor megteszi a szénsavmentes, vagy enyhén szénsavas ásványvíz is. (A vízben jelenlévő szén-dioxid elősegíti a növény fejlődését, de csak kis mennyiségben.)

## Szaporítása

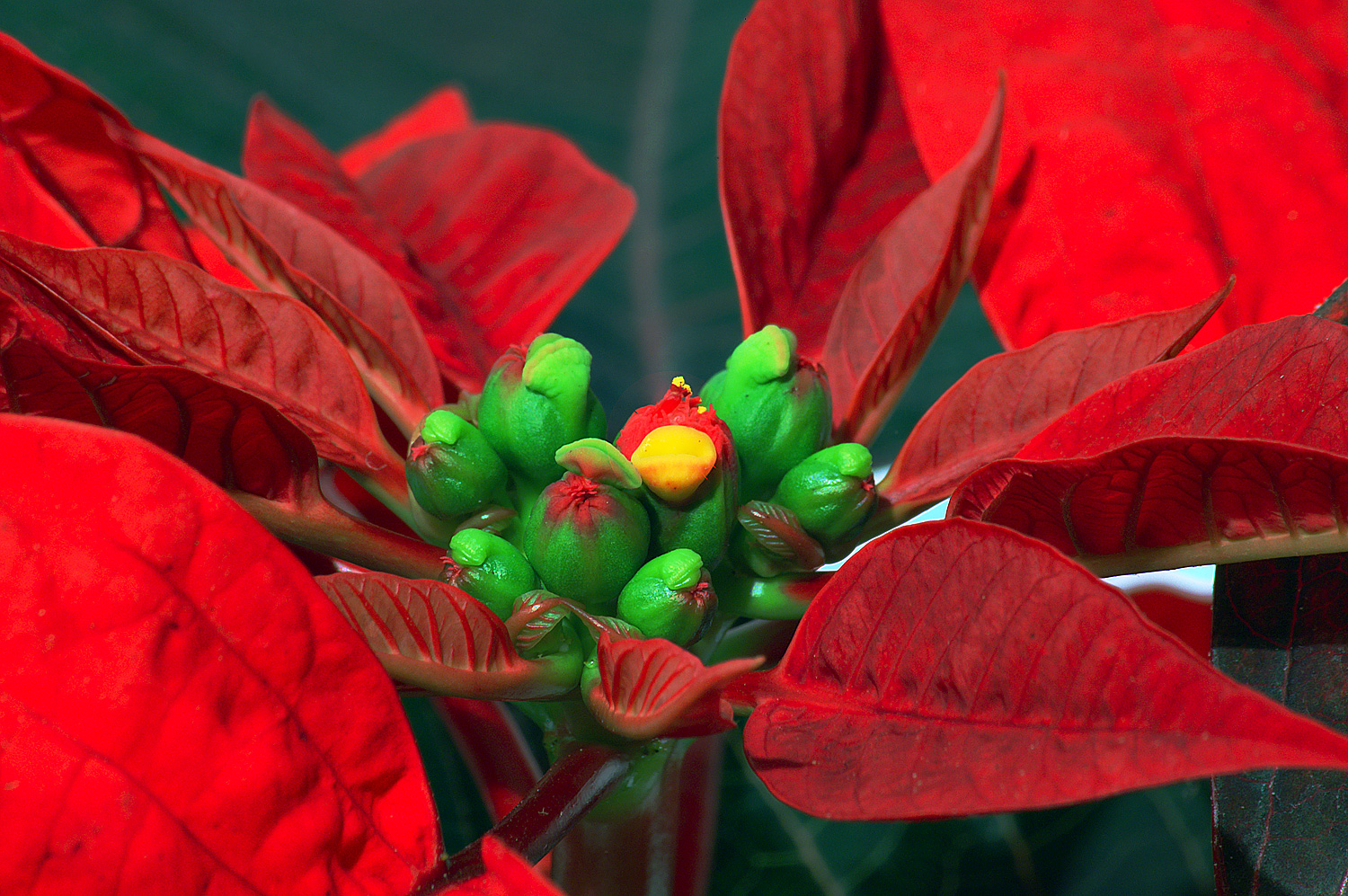
A virág közelről

Kora nyáron hajtásdugványozással, gyökereztetőszerrel.

## Gondozása
Sok figyelemmel és ápolással következő télen ismét kivirágozhat. Ősszel a világos, de hűvös helyet kedveli. Télen a meleg, fűtött lakásban a növény gyorsan kiszárad, öntözése lehetőleg mészmentes lágy vízzel történjen. Szereti a magas páratartalmat, hetente egyszer tápoldatos vízzel érdemes meglocsolni. Február elején a növény elkezdi lehullatni a leveleit, ilyenkor vissza kell vágni a felére, csökkenteni a locsolást, tápoldatozást, a növényt pihentetni kell. Nyáron az árnyékos helyet kedveli, ekkor kell újra öntözni és tápoldatozni. Első hajtásait ismét vissza kell vágni a felére. Óvni kell a viaszos pajzstetűtől és az atkáktól.

## Veszélyei
A mikulásvirág, hasonlóan más rokon növényeihez, tejszerű váladékot választ ki, ami többnyire megvágásakor látható. Ez a folyadék hasonló a gumifa latex-nedvéhez és pl. a népszerű Euphorbia Trigona (háromélű kutyatej) nedvéhez. Az ilyen folyadék a bőrön irritációt okozhat, de egyes fajok nedve akár vakságot is okozhat, ha szembe kerül! Fontos továbbá, hogy a növény közelében a levegőbe is kerülhet az irritáló anyagból, különösen latex-allergiások esetében kellemetlen reakciókkal járhat, ami szerencsés esetben csak köhögést, irritációt jelenthet.
Az irodalom megemlíti a következő tüneteket:
- bőrpír és viszketés
- viszkető szemek
- orrfolyás és viszketés
- tüsszögés
- torokirritáció
- asztma, asztmás rohamok megjelenése/megerősödése

Mivel a mikulásvirág az egyik legnépszerűbb szobanövény a légúti betegségekkel legjobban terhelt téli időszakban, sokan lehetnek, akik nem ismerik fel, hogy tüneteiket a növény okozhatja vagy erősítheti.